# The Howling III: Echoes
The Howling III: Echoes è un romanzo horror del 1985 di Gary Brandner. È il terzo e ultimo libro della sua serie di romanzi Howling. Come il suo predecessore, The Howling II, il libro non è stato adattato per lo schermo e non ha praticamente alcuna somiglianza con il film di Howling III o con nessuno degli altri film della serie The Howling. Elementi minori del romanzo (come i lupi mannari utilizzati negli spettacoli di mostri del carnevale) sono stati usati nel film Mostriciattoli, sebbene questa idea sia stata vista per la prima volta nel film horror britannico del 1975 Legend of the Werewolf.

## Trama
Un anno dopo che il villaggio di montagna californiano di Drago venne distrutto da un incendio, iniziano a verificarsi degli strani omicidi nella vicina città di Pinyon. Un ragazzo di nome Malcolm viene trovato a vivere nei boschi ed è uno dei sopravvissuti all'incendio di Drago. Sopravvissuto all'incendio è anche Derak, ex leader della comunità di Drago e lupo mannaro, responsabile delle recenti morti. Derak vuole riportare Malcolm al suo popolo, gli altri sopravvissuti di Drago, in modo che possa conoscere la sua vera eredità; infatti anche Malcolm è un lupo mannaro.
Malcolm viene ricoverato in ospedale e posto sotto la cura della psichiatra Dr. Holly Lang, che in breve diventa amico di Malcolm. Tuttavia, un medico ambizioso e senza scrupoli, Wayne Pastory, rapisce Malcolm per poter conoscere meglio i lupi mannari ed usarlo come cavia da laboratorio. In una clinica segreta, il dottor Pastory conduce esperimenti crudeli su di lui, il quale, essendo così giovane, riesce solo parzialmente a trasformarsi in un lupo mannaro. Scoperto il luogo dove è tenuto prigioniero Malcolm, Holly cerca di salvarlo, ma viene attaccata dallo scagnozzo di Pastory. Proprio mentre sta per violentarla, Derak - in forma di lupo mannaro - irrompe e uccide lo scagnozzo. Malcolm viene liberato da Holly, che viene successivamente salvata dallo sceriffo di Pinyon, Gavin Ramsay. Tuttavia, Malcolm scappa prima che loro (o Derak) possano riportarlo a Pinyon.
Nel corso dell'anno successivo, Malcolm vive come vagabondo, vagando per tutta la California. Alla fine incontra un uomo di nome Bateman Styles che lavora per un luna park itinerante. Vedendo che Malcolm ha alcune abilità (continua a trasformarsi parzialmente in un lupo mannaro), Styles gli offre un lavoro in uno spettacolo come "Grolo - The Animal Boy". Malcolm, senza soldi o un posto dove vivere, accetta e lo spettacolo diventa un successo minore. Quando per pubblicità la foto di Malcolm viene stampata sui giornali, Holly la vede e si mette in viaggio per vederlo. La donna offre a Malcolm la scelta di tornare con lei a Pinyon e Malcolm accetta. Tuttavia, la pubblicità ha anche attirato l'attenzione del Dr. Wayne Pastory, cacciato dall'ospedale Pinyon per le sue dubbie attività ma è ancora desideroso di riprendere i suoi esperimenti. L'uomo si reca al luna park itinerante e cerca di fare un accordo con Styles, il quale però rifiuta. Pastory cerca di strangolare Styles, che poi ha un infarto e muore. Malcolm, che si nasconde nelle vicinanze, si trasforma parzialmente in un lupo mannaro ed uccide Pastory. Anche Derak ha rintracciato Malcolm e, nella speranza di convincerlo ad unirsi alla loro gente, rapisce Holly. Questo spinge lo sceriffo Ramsay di Pinyon a recarsi al carnevale per liberarla. Da Lupe, una donna sopravvissuta all'incendio di Drago, egli apprende che Derak tiene in ostaggio Holly tra le montagne. Malcolm si unisce a loro e Ramsay costringe Lupe a portarlo dove si nasconde Derak. La donna però inizia a trasformarsi in un lupo mannaro lungo la strada e Ramsay le spara con un proiettile d'argento.
Nella tana della montagna, Malcolm arriva e combatte con Derak, che si rivela essere il padre di Malcolm. I due si trasformano in lupi mannari e finiscono per uccidersi a vicenda. Ramsay arriva e salva Holly, mentre gli altri membri del gruppo di Derak, ormai senza un capo, si rifugiano nella foresta.

## Discontinuità dai romanzi precedenti
Sebbene scritto dallo stesso autore, The Howling III modifica retroattivamente i tempi e gli eventi stabiliti nei primi due libri a favore di una nuova continuità e presenta personaggi completamente nuovi. I personaggi dei primi due libri non sono nemmeno menzionati.
- Alla fine del romanzo originale del 1977, il villaggio di Drago viene bruciato dopo che uno dei personaggi del libro lancia una torcia accesa ad un gruppo di lupi mannari e accidentalmente dà fuoco al bosco circostante, spazzando l'area e distruggendo la città. Nel romanzo The Howling III, l'incendio è stato appiccato deliberatamente dalle persone del vicino villaggio di Pinyon che vogliono liberare l'area dei lupi mannari. Bloccano alcuni dei residenti di Drago in un fienile e lo appiccano di proposito, bruciando la città insieme ad esso.
- I primi due libri sono ambientati alla fine degli anni '70 (che è il momento in cui sono stati scritti e pubblicati), come specificato dalle informazioni culturali fornite (come gli spettacoli televisivi all'epoca). The Howling III è chiaramente ambientato a metà degli anni '80, il che contraddice il periodo precedentemente stabilito in cui Drago fu bruciato e ora sposta l'evento negli anni '80.
- I lupi mannari nei primi due romanzi sono stati descritti come completamente lupi, ma i lupi mannari presenti in The Howling III sono più antropomorfi (come i lupi mannari del film del 1981). Possono camminare sulle zampe posteriori e sono alti più di un metro e ottanta.
- I lupi mannari dei primi due romanzi erano in grado di trasformarsi solo dopo che il sole era tramontato (sia il primo che il secondo romanzo menzionano specificamente questo), mentre i lupi mannari di The Howling III possono trasformarsi in qualsiasi momento della giornata.